# Oklahoma City Thunder 2018-2019
La stagione 2018-2019 degli Oklahoma City Thunder è la 11ª stagione della franchigia ad Oklahoma City e la 53ª nella NBA.

## Draft
| Giro | Scelta | Giocatore      | Ruolo | Nazionalità | Università/Squadra |
| ---- | ------ | -------------- | ----- | ----------- | ------------------ |
| 2    | 45     | Hamidou Diallo | G     | Stati Uniti | Kentucky Wildcats  |
| 2    | 53     | Devon Hall     | G     | Stati Uniti | Virginia Cavaliers |
| 2    | 57     | Kevin Hervey   | AG    | Stati Uniti | UTA Mavericks      |

## Roster
| \| Pos. \| Num. \| Naz. \| Nome \| Altezza \| Peso \| Data nascita \| Provenienza \| \| ---- \| ---- \| ------------------------------------------ \| ---------------------- \| ------- \| ------ \| ------------ \| --------------------------- \| \| G \| 30 \| Stati Uniti (bandiera) \| Burton, Deonte \| 196 cm \| 111 kg \| 31-01-1994 \| Iowa \| \| C \| 12 \| Nuova Zelanda (bandiera) \| Adams, Steven \| 213 cm \| 116 kg \| 20-07-1993 \| Pittsburgh \| \| P \| 8 \| Stati Uniti (bandiera) \| Evans, Jawun \| 183 cm \| 86 kg \| 26-06-1996 \| Oklahoma State \| \| G \| 6 \| Stati Uniti (bandiera) \| Diallo, Hamidou \| 196 cm \| 90 kg \| 31-07-1998 \| Kentucky \| \| C \| 3 \| Stati Uniti (bandiera) \| Noel, Nerlens \| 211 cm \| 100 kg \| 10-04-1994 \| Kentucky \| \| AG \| 5 \| Stati Uniti (bandiera) \| Morris, Markieff \| 208 cm \| 111 kg \| 02-09-1989 \| Kansas \| \| AP \| 11 \| Egitto (bandiera) · Stati Uniti (bandiera) \| Nader, Abdel \| 198 cm \| 104 kg \| 25-09-1993 \| Iowa \| \| P \| 2 \| Stati Uniti (bandiera) \| Felton, Raymond \| 185 cm \| 93 kg \| 26-06-1984 \| North Carolina \| \| G \| 23 \| Stati Uniti (bandiera) \| Ferguson, Terrance \| 201 cm \| 84 kg \| 17-05-1998 \| Advanced Prep International \| \| AP \| 13 \| Stati Uniti (bandiera) \| George, Paul \| 206 cm \| 100 kg \| 02-05-1990 \| Fresno State \| \| AP \| 9 \| Stati Uniti (bandiera) \| Grant, Jerami \| 206 cm \| 95 kg \| 12-03-1994 \| Syracuse \| \| P \| 17 \| Germania (bandiera) \| Schröder, Dennis \| 185 cm \| 78 kg \| 15-09-1993 \| Germania \| \| AG \| 54 \| Stati Uniti (bandiera) \| Patterson, Patrick \| 206 cm \| 107 kg \| 14-03-1989 \| Kentucky \| \| G/AP \| 21 \| Stati Uniti (bandiera) \| Roberson, André \| 201 cm \| 95 kg \| 04-12-1991 \| Colorado \| \| AP \| 15 \| Stati Uniti (bandiera) \| Grantham, Donte (TW) \| 203 cm \| 98 kg \| 19-03-1995 \| Clemson \| \| P \| 0 \| Stati Uniti (bandiera) \| Westbrook, Russell (C) \| 191 cm \| 91 kg \| 12-11-1988 \| UCLA \| | Allenatore - Billy Donovan Assistente/i - Vin Bhavnani - Mark Bryant - Maurice Cheeks - Bob Beyer - Darko Rajaković Legenda - (C) Capitano - (FA) Free agent - (S) Sospeso - (TW) Contratto Two-way - (GL) Assegnato a squadra G League affiliata - Infortunato Roster • Transazioni · Ultima transazione: 13 marzo 2019 |                                            |                        |         |        |              |                             |
| Pos. | Num. | Naz.                                       | Nome                   | Altezza | Peso   | Data nascita | Provenienza                 |
| G | 30 | Stati Uniti (bandiera)                     | Burton, Deonte         | 196 cm  | 111 kg | 31-01-1994   | Iowa                        |
| C | 12 | Nuova Zelanda (bandiera)                   | Adams, Steven          | 213 cm  | 116 kg | 20-07-1993   | Pittsburgh                  |
| P | 8 | Stati Uniti (bandiera)                     | Evans, Jawun           | 183 cm  | 86 kg  | 26-06-1996   | Oklahoma State              |
| G | 6 | Stati Uniti (bandiera)                     | Diallo, Hamidou        | 196 cm  | 90 kg  | 31-07-1998   | Kentucky                    |
| C | 3 | Stati Uniti (bandiera)                     | Noel, Nerlens          | 211 cm  | 100 kg | 10-04-1994   | Kentucky                    |
| AG | 5 | Stati Uniti (bandiera)                     | Morris, Markieff       | 208 cm  | 111 kg | 02-09-1989   | Kansas                      |
| AP | 11 | Egitto (bandiera) · Stati Uniti (bandiera) | Nader, Abdel           | 198 cm  | 104 kg | 25-09-1993   | Iowa                        |
| P | 2 | Stati Uniti (bandiera)                     | Felton, Raymond        | 185 cm  | 93 kg  | 26-06-1984   | North Carolina              |
| G | 23 | Stati Uniti (bandiera)                     | Ferguson, Terrance     | 201 cm  | 84 kg  | 17-05-1998   | Advanced Prep International |
| AP | 13 | Stati Uniti (bandiera)                     | George, Paul           | 206 cm  | 100 kg | 02-05-1990   | Fresno State                |
| AP | 9 | Stati Uniti (bandiera)                     | Grant, Jerami          | 206 cm  | 95 kg  | 12-03-1994   | Syracuse                    |
| P | 17 | Germania (bandiera)                        | Schröder, Dennis       | 185 cm  | 78 kg  | 15-09-1993   | Germania                    |
| AG | 54 | Stati Uniti (bandiera)                     | Patterson, Patrick     | 206 cm  | 107 kg | 14-03-1989   | Kentucky                    |
| G/AP | 21 | Stati Uniti (bandiera)                     | Roberson, André        | 201 cm  | 95 kg  | 04-12-1991   | Colorado                    |
| AP | 15 | Stati Uniti (bandiera)                     | Grantham, Donte (TW)   | 203 cm  | 98 kg  | 19-03-1995   | Clemson                     |
| P | 0 | Stati Uniti (bandiera)                     | Westbrook, Russell (C) | 191 cm  | 91 kg  | 12-11-1988   | UCLA                        |

## Classifiche

### Northwest Division
| Northwest Division      | Northwest Division | Northwest Division | Northwest Division | Northwest Division | Northwest Division | Northwest Division | Northwest Division | Northwest Division |
| Squadra                 | V                  | S                  | V%                 | PR                 | Casa               | Trasf              | Div                | PG                 |
| ----------------------- | ------------------ | ------------------ | ------------------ | ------------------ | ------------------ | ------------------ | ------------------ | ------------------ |
| y – Denver Nuggets      | 54                 | 28                 | .659               | 3,0                | 34–7               | 20–21              | 11–4               | 82                 |
| x – Portland T. Blazers | 53                 | 29                 | .646               | 4,0                | 32–9               | 21–20              | 6–10               | 82                 |
| x – Utah Jazz           | 50                 | 32                 | .610               | 7,0                | 29–12              | 21–20              | 8–8                | 82                 |
| x – Oklahoma Thunder    | 49                 | 33                 | .598               | 8,0                | 27–14              | 22–19              | 9–7                | 82                 |
| Minnesota T'wolves      | 36                 | 46                 | .439               | 21,0               | 25–16              | 11–30              | 5–10               | 82                 |

### Western Conference
| Western Conference | Western Conference      | Western Conference | Western Conference | Western Conference | Western Conference | Western Conference |
| #                  | Squadra                 | V                  | S                  | V%                 | PR                 | PG                 |
| ------------------ | ----------------------- | ------------------ | ------------------ | ------------------ | ------------------ | ------------------ |
| 1                  | c – G.S. Warriors       | 57                 | 25                 | .695               | –                  | 82                 |
| 2                  | y – Denver Nuggets      | 54                 | 28                 | .659               | 3,0                | 82                 |
| 3                  | x – Portland T. Blazers | 53                 | 29                 | .646               | 4,0                | 82                 |
| 4                  | y – Houston Rockets     | 53                 | 29                 | .646               | 4,0                | 82                 |
| 5                  | x – Utah Jazz           | 50                 | 32                 | .610               | 7,0                | 82                 |
| 6                  | x – Oklahoma Thunder    | 49                 | 33                 | .598               | 8,0                | 82                 |
| 7                  | x – San Antonio Spurs   | 48                 | 34                 | .585               | 9,0                | 82                 |
| 8                  | x – L.A. Clippers       | 48                 | 34                 | .585               | 9,0                | 82                 |
|                    |                         |                    |                    |                    |                    |                    |
| 9                  | Sacramento Kings        | 39                 | 43                 | .476               | 18,0               | 82                 |
| 10                 | L.A. Lakers             | 37                 | 45                 | .451               | 20,0               | 82                 |
| 11                 | Minnesota T'wolves      | 36                 | 46                 | .439               | 21,0               | 82                 |
| 12                 | Memphis Grizzlies       | 33                 | 49                 | .402               | 24,0               | 82                 |
| 13                 | N.O. Pelicans           | 33                 | 49                 | .402               | 24,0               | 82                 |
| 14                 | Dallas Mavericks        | 33                 | 49                 | .402               | 24,0               | 82                 |
| 15                 | Phoenix Suns            | 19                 | 63                 | .232               | 38,0               | 82                 |

## Playoffs
NBA Playoffs 2019

## Mercato

### Free Agency

#### Prolungamenti contrattuali
| Giocatore      | Contratto           |
| -------------- | ------------------- |
| Paul George    | 4 anni/$137 milioni |
| Jerami Grant   | 3 anni/$27 milioni  |
| Raymond Felton | 1 anno/$2,4 milioni |

#### Acquisti
| Giocatore     | Contratto         | Provenienza      |
| ------------- | ----------------- | ---------------- |
| Nerlens Noel  | 2 anni            | Dallas Mavericks |
| Deonte Burton | Contratto two-way | Wonju DB Promy   |
| Tyler Davis   | Contratto two-way | Texas A&M Aggies |

#### Cessioni
| Giocatore       | Motivo             | Nuova squadra  |
| --------------- | ------------------ | -------------- |
| Daniel Hamilton | Rilasciato         | Atlanta Hawks  |
| P.J. Dozier     | Rilasciato         | Boston Celtics |
| Álex Abrines    | Problemi personali | -              |

### Scambi
| 6 luglio 2018   | Oklahoma ThunderDraft right per Hamidou Diallo                                     | Charlotte HornetsScelta 2º giro Draft 2019 Cash considerations |
| 20 luglio 2018  | Oklahoma ThunderRodney Purvis                                                      | Orlando MagicDakari Johnson Cash considerations |
| 23 luglio 2018  | Oklahoma ThunderAbdel Nader Cash considerations                                    | Boston CelticsRodney Purvis |
| 25 luglio 2018  | Oklahoma ThunderDennis Schröder da Atlanta Timothé Luwawu-Cabarrot da Philadelphia | Atlanta Hawks Philadelphia 76ers A Atlanta:Carmelo Anthony Scelta 1º giro Draft 2022 da Oklahoma Justin Anderson da Philadelphia A Philadelphia:Mike Muscala da Atlanta |
| 1 febbraio 2019 | Oklahoma ThunderScelta 2º giro Draft 2020                                          | Chicago BullsTimothé Luwawu-Cabarrot Cash considerations |